# A nagy Gatsby (film, 2013)
A nagy Gatsby (angolul: The Great Gatsby) 2013-ban bemutatott amerikai romantikus dráma F. Scott Fitzgerald azonos című regénye alapján.

## Történet
|  | Alább a cselekmény részletei következnek! |

A történet az 1920-as évek Amerikájában játszódik. A történet mesélője, Nick Carraway szanatóriumba kerül, ahol alkoholproblémák és depresszió miatt kezelik. Orvosa tanácsára elkezdi leírni betegségének történetét.
Nick Carraway (Tobey Maguire) frissen végzett diplomásként New Yorkba érkezik, ahol a Wall Street-i tőzsde egyik alkalmazottja lesz. Egy öreg viskót bérel ki lakhelyül, amely újgazdagok palotái közé épült. Szomszédja a New York-szerte ismert milliomos, Jay Gatsby (Leonardo DiCaprio). Gatsby eleinte nagyon furcsának és különcnek tűnik, ám később kiderül: egész életét arra tette fel, hogy visszaszerezze fiatalkori szerelmét, Daisy Buchanant (Carey Mulligan). Minden tettét ennek rendeli alá. Amikor azonban találkozik végre a lánnyal és annak férjével, a történet egészen másképp alakul, mint ahogyan annyi éven át azt Gatsby tervezte.
A történet végére Carraway elmondja, miként vesz váratlan fordulatot Gatsby és Daisy szerelme, elbeszéli Gatsby dicső halálát, melyet egy merénylet okozott, és hogy Daisy miként lett hűtlen az ő érte mindent feláldozó férfihoz. A szanatóriumban Nick Carraway, mielőtt véglegesen befejezi emlékiratait, művének A nagy Gatsby címet adja.
|  | Itt a vége a cselekmény részletezésének! |

## Szereplők
| Szerep         | Színész           | Szinkronhang    |
| -------------- | ----------------- | --------------- |
| Jay Gatsby     | Leonardo DiCaprio | Hevér Gábor     |
| Daisy Buchanan | Carey Mulligan    | Földes Eszter   |
| Nick Carraway  | Tobey Maguire     | Csőre Gábor     |
| Myrtle Wilson  | Isla Fisher       | Závodszky Noémi |
| Tom Buchanan   | Joel Edgerton     | László Zsolt    |